# Malinaltepec (kommun)
Malinaltepec är en kommun i Mexiko.   Den ligger i delstaten Guerrero, i den sydöstra delen av landet, 250 km söder om huvudstaden Mexico City. Antalet invånare är 26 613.
Följande samhällen finns i Malinaltepec:
- Malinaltepec
- El Rincón
- Cuatzoquitengo
- El Potrerillo
- Paraje Montero
- Moyotepec
- Tilapa
- Tapayoltepec
- Ojo de Agua de Cuauhtémoc
- Rancho Viejo
- Monte Alegre
- Cruz Alta
- El Cocoyul
- Colonia San Mateo
- Laguna Seca
- La Ciénega
- San Marcos
- Llano Pantanoso
- La Soledad
- Llano Grande
- La Lucerna
- Yautepec
- San Diego Vista Hermosa
- Espino Blanco
- El Salto
- Colonia Laguna Chalma
- Colonia del Obispo
- Santa Cruz
- La Villa de Guadalupe
- Colonia Santa Anita
- Llano Majahua
- Monte de Olivo
- La Taberna
- Loma Mamey
- El Tepeyac
- Colonia Linda Vista
- El Mango
- La Parota
- Loma del Faisán
- Piedra Pintada
- Unión de las Peras
- Colonia Hidalgo
- El Huamúchil
- El Tepeyac
- Colonia Villar
- Cerro Zacatón
- Cerro Pelón
- Llano de Heno
- San Lorenzo
- Filo de Acatepec
- Llano de Epazote
- Rayo Alto